# Nebra, Unstrut
Nebra (officiellt namn Nebra (Unstrut)) är en stad i Burgenlandkreis i förbundslandet Sachsen-Anhalt i Tyskland.
Den tidigare kommunen Wangen uppgick i Nebra (Unstrut) den 1 juli 2009 och Reinsdorf den 1 september 2009.
Kommunen ingår i förvaltningsgemenskapen Unstruttal tillsammans med kommunerna Balgstädt, Freyburg (Unstrut), Gleina, Goseck, Karsdorf och Laucha an der Unstrut.
Kommunen är världskänd som fyndplatsen för Himmelsskivan i Nebra. 

## Bilder
|  |
|  |

|                       |
| Himmelsskivan i Nebra |